# 대당부용원 (드라마)
《대당부용원》(중국어 간체자: 大唐芙蓉园, 정체자: 大唐芙蓉園, 병음: Dà táng fú róng yuán 다탕푸룽위안[*])은 중국의 텔레비전 드라마.

## 등장 인물

### 주요 배우
- 판빙빙(范冰冰) : 양옥환(楊玉環) 역
- 조문선(趙文瑄): 당 현종(唐玄宗) 역